# U (ET-KINGのアルバム)
『U』（ユー）は、日本のJ-POPグループであるET-KINGのメジャー3枚目のアルバム。発売元は、ユニバーサルミュージック。

## 概要
約1年3か月振りのアルバムであり、初回限定版には、CD+オリジナル・トレカ「ET-KINGスペシャル対戦カード2009」が付いている。

## 収録曲
- 全曲作詞：ET-KING

1. 男の主題歌(4:24)
作曲：ET-KING DJ ARTS a.k.a ALL BACK
Produced by DJ ARTS a.k.a ALL BACK
2. 鼓動(4:04)
作曲：ET-KING/NAOKI-T、
Produced by NAOKI-T
3. 新恋愛 (5:10)
作曲：ET-KING/NAOKI-T、
Produced by NAOKI-T
10thシングル
4. せんたくのうた(3:53)
作曲：イトキン
Produced by DJ ARTS a.k.a ALL BACK
5. 牛乳グビGROOVY(3:12)
作曲：TENN
Produced by
6. 平成ド阿呆 (5:02)
作曲：ET-KING/NAOKI-T、#:Produced by NAOKI-T
7. 今 (4:05)
作曲：ET-KING/NAOKI-T、
Produced by NAOKI-T
8thシングル
8. ギラギラ(4:03)
作曲：ENN 、 センコウ
Produced by DJ ARTS a.k.a ALL BACK
9. 夜を駆け抜けろ (4:07)
作曲：ET-KING 、 Hyoutan
Produced by
10. 君想う花(5:01)
作曲：ET-KING/NAOKI-T、 #:Produced by NAOKI-T
9thシングル
11. 巡り会いの中で(4:49)
作曲：DJ BOOBY
Produced by
12. 恋はマジカルミキサー!(4:11)
作曲：イトキン
Produced by
13. 帰り道(5:02)
作曲：イトキン
Produced by

## タイアップ
- 新恋愛 
中京テレビ・日本テレビ系「秒ヨミ!」7月エンディングテーマ (2009年7月度)
- 今
読売テレビ・日本テレビ系アニメ「ヤッターマン」エンディング・テーマ
- 君想う花 
日本テレビ系「音楽戦士 MUSIC FIGHTER」3月エンディングテーマ曲